# 병단
병단(邴丹, ? ~ ?)은 전한 말기의 학자이자 관료로, 자는 만용(曼容)이며 낭야군 사람이다. 경조윤 병한의 조카이다.

## 행적
둔막여와 함께 노백(魯伯)의 밑에서 《역》을 배웠고, 청렴함으로 명성을 떨쳤다. 병한을 본받아 6백 석이 넘는 봉록을 받는 관직은 사양하였고, 훗날 스스로 관직에서 물러났다.

## 출전
- 반고, 《한서》 권72 왕공양공포전·권88 유림전